# Protestos em Cuba em 2021
Os Protestos em Cuba em 2021 foram uma série de manifestações populares contra o governo do Partido Comunista de Cuba. As manifestações foram motivados pela péssima situação econômica que o país atravessava, que levou à escassez de vários bens, como medicamentos e comida, e à ressurgência da pandemia de COVID-19, especialmente devido à variante Delta. O International Institute for the Study of Cuba (IISC) chamou os ocorridos de "os primeiros protestos antigoverno em Cuba desde o Maleconazo de 1994", enquanto jornais como o The Washington Post os chamaram de "as maiores manifestações antigoverno" ocorridas na ilha desde aquele evento.
As manifestações aconteceram no contexto de uma recessão econômica na ilha frente a pandemia de COVID-19, agravado pelo longo embargo dos Estados Unidos contra Cuba e o racionamento do regime cubano. As queixas da oposição cubana focavam-se na queda de qualidade de vida, escassez de eletricidade, mercearias vazias, uma economia em queda e um aumento do autoritarismo por parte do Estado. No primeiro dia dos protestos, as Forças de Segurança agiram de modo a desescalar a situação, dispersando as multidões. Houve, contudo, confrontos violentos entre os manifestantes, os apoiantes do governo e as autoridades, que levou a detenções. Os jornalistas da Associated Press relataram inicialmente vinte detidos, levados por viaturas de polícia ou indivíduos à paisana. Houve vários veículos policiais virados ao contrário e arremessamento de pedras. O governo cubano, liderado pelo presidente Miguel Díaz-Canel, respondeu convocando seus apoiadores às ruas e aumentando a presença militar nas ruas, enquanto culpava a maioria das mazelas que o país atravessa por ações dos Estados Unidos, embora tenha afirmado que também haviam falhado em lidar com a crise que a nação atravessava. Os serviços de internet foram, em grande parte, desativados, podendo ser acedida apenas através de VPN. No segundo dia, os protestos acalmaram em grande escala, salvo algumas exceções. Houve uma presença crescente da polícia na capital Havana e noutros locais, e houve comícios de apoio ao governo em numerosos sítios da ilha. Organizações de direitos humanos, como a Human Rights Watch, condenaram o governo cubano, acusando-o de prisões arbitrárias e desaparecimentos de ativistas como método para coibir mais protestos contra o regime.
As primeiras reações internacionais demonstraram a divisão dos vários países do Mundo em termos das relações com Cuba. O governo acusou os Estados Unidos de estarem por detrás dos distúrbios, usando as mesmas táticas das chamadas Revoluções Coloridas. De acordo com o IISC, "os relatórios que recebemos dos nossos contatos na ilha sobre os acontecimentos apontam para a opinião de que a maioria dos participantes nos protestos não foram motivados por exigências políticas, mas sim pelos problemas económicos". A oposição cubana afirmou defender melhorias para a população e o fim do Estado comunista na ilha.

## Causas
O agravamento da pandemia da Covid-19 e a situação econômica em Cuba motivaram as marchas que ocorreram na capital e em outras cidades. A onda de sanções económicas impostas pelo governo de Donald Trump, dos Estados Unidos (EUA), em 2019 levaram a economia de Cuba a sofrer forte pressão. Tendo começado ano e meio após o começo da pandemia, após vários lockdowns, assim como o colapso do setor do turismo, do qual muitos cubanos dependiam, aumentou a ansiedade social, tendo estes sido atingidos mais fortemente. A reforma monetária que teve início no começo do ano também levou ao aumento da inflação, assim como ao retorno ao uso de moeda estrangeira, que é escassa, em transações de retalho. Em 2020, o Produto Interno Bruto (PIB) de Cuba caiu 10.9%, e, na primeira metade de 2021, 2%, representando a maior recessão económica desde o Período Especial em Tempos de Paz. Além disso, houve um aumento substancial dos casos da variante Delta da COVID-19 em várias províncias. Apesar de ter havido uma boa gestão da pandemia em Cuba, e de, relativamente a outros países, a taxa de mortalidade ser muito baixa, o aumento dos casos e hospitalizações em regiões como a de Matanzas levou a uma ansiedade social generalizada. Até então, o programa de vacinação tinha alcançado 27% da população, e se espera que esta taxa cubra toda a população no final do ano. Outra causa que levou aos protestos foram apagões que ocorreram devido a um acidente numa central elétrica. A reparação demorou mais do que o normal, dado que a aquisição de peças, como resultado do agravamento do embargo económico dos Estados Unidos a Cuba, se tornou mais complicada. Estes acontecimentos com problemas elétricos remeteram à situação económica para aquela do Período Especial, que se deu após o fim do Bloco de Leste. A deterioração das condições econômicas levou a reduções no padrão de vida dos cubanos, escassez de alimentos e outros produtos básicos.
Promessas de reformas na economia, que segundo alguns analistas como Carmen Sesin eram necessárias, foram feitas mas tais mudanças nunca se concretizaram, em parte por causa das consequências da pandemia COVID-19, segundo o governo cubano, e acabaram sendo uma das causas do descontentamento, com o deterioramento econômico agravado pelo embargo estadunidense. De acordo com Pavel Vidal, um ex-economista do banco central cubano que leciona na Universidade Javeriana, na Colômbia, as reformas em Cuba "não dependem do embargo, e o embargo deve ser eliminado unilateralmente, independentemente das reformas em Cuba. Ambas causam problemas."
Altas cargas horárias, preços elevados dos produtos e a baixa qualidade de vida impulsionaram os protestos que vieram juntos com greves, assim fragilizando ainda mais a economia do país. Junto a crise econômica, manifestantes acusaram médicos de "negligência" durante o período de pandemia; já os médicos culparam a falta de repasse de verbas por parte do governo. O governo cubano se recusou a receber vacinas de COVID-19 do programa COVAX ou a comprar de outros países, optando por desenvolver sua própria vacina, a Soberana 02. Críticos no exterior descreveram o processo como atrasado e o lançamento da vacina como lento e disseram que isso irritou alguns cubanos e motivou seus pedidos de mais vacinas.
Os protestos foram precedidos por uma campanha coordenada nas redes sociais pela oposição cubana, tanto dentro como fora do país, pedindo uma "intervenção humanitária" através das hashtags "#SOSCuba" e "#SOSMatanzas", devido ao aumento de casos. Houve, em simultâneo, desinformação acerca do país não aceitar ajuda externa, que foi mais tarde clarificado pelo governo. O governo do Presidente dos EUA que sucedeu Donald Trump, Joe Biden, havia prometido voltar às políticas promovidas pelo antigo presidente, Barack Obama, de normalização das relações dos EUA e Cuba. Contudo, até então, não fez nenhuma alteração, continuando a haver pressão sobre os países que decidam ter comércio e investimentos em Cuba, e o forte embargo herdado da administração Trump permanece, apesar da pressão feita por empresas americanas e organizações da sociedade civil. Das medidas herdadas da administração anterior, a colocação de Cuba na lista de "países patrocinadores do terrorismo internacional" aumentou a dificuldade de Cuba usar nas suas transações o Dólar Americano e de remessas serem enviadas nesta moeda do exterior para pessoas dentro da ilha. O governo cubano tomou a medida de ilegalizar o uso desse Dólar na ilha, de modo a fazer com que remessas sejam enviadas ao país em outras moedas.

## Protestos
11 de julho

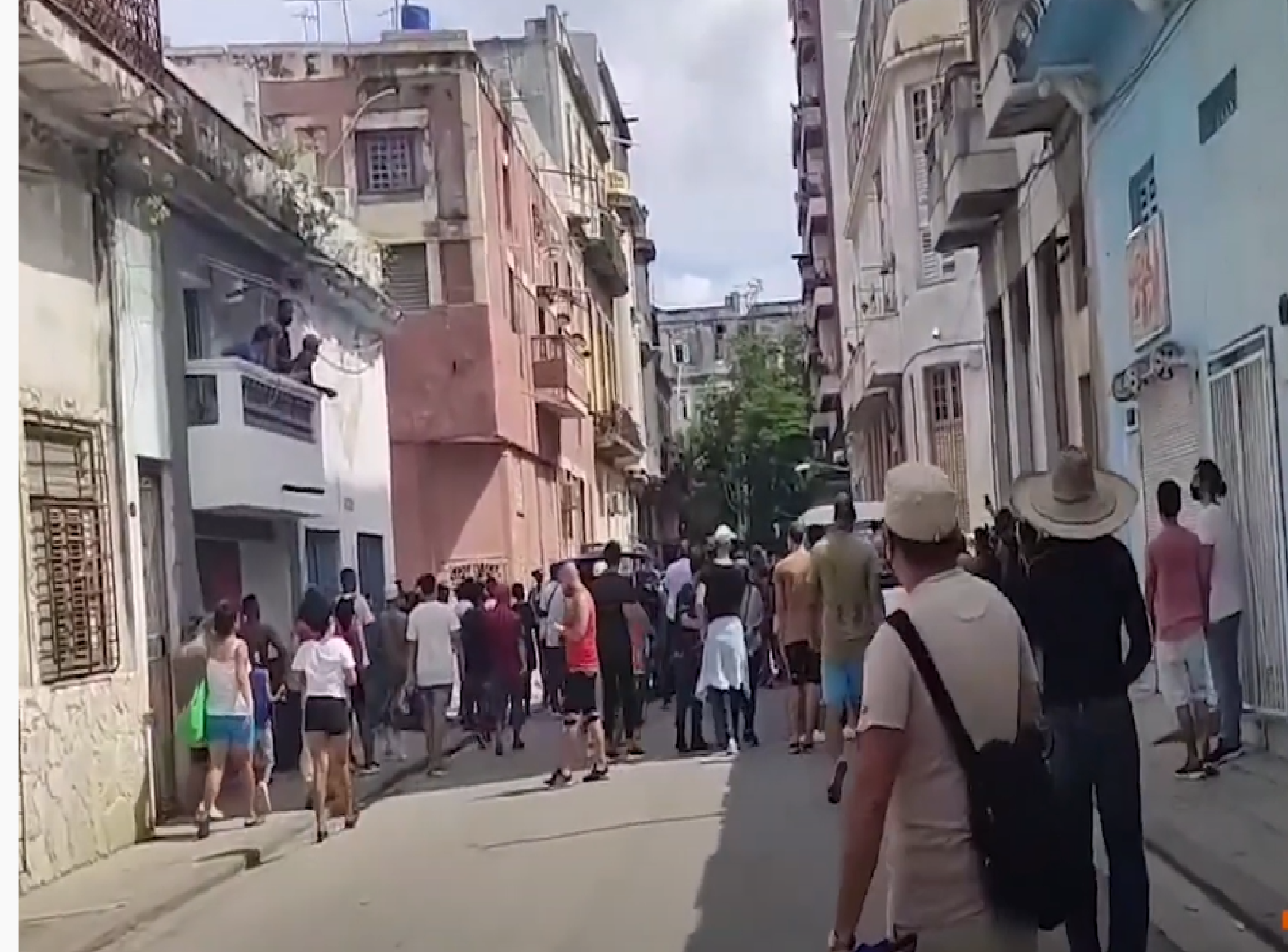
Manifestação contra o governo em Havana

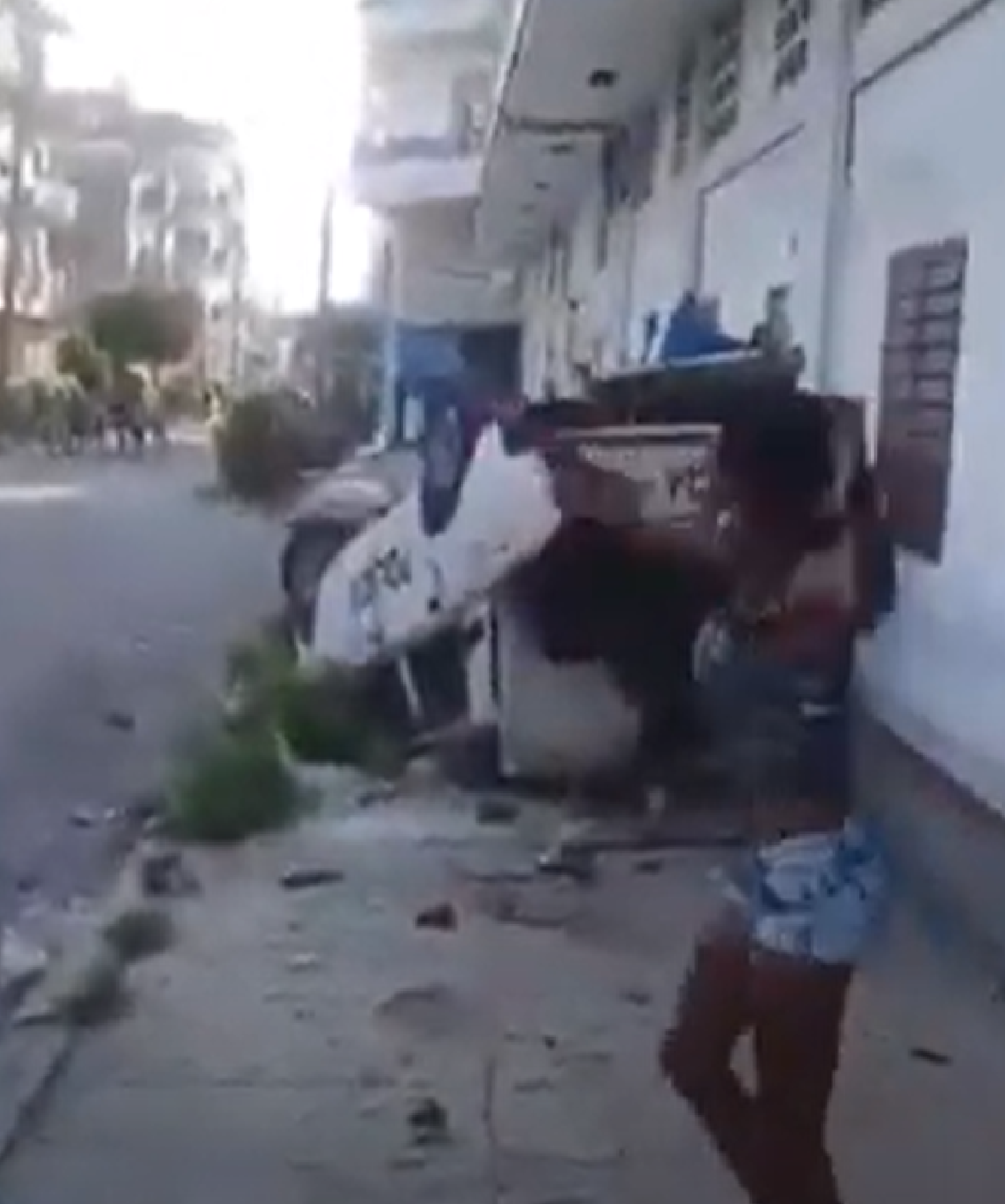
Imagem de um veículo policial cubano virado por manifestantes.

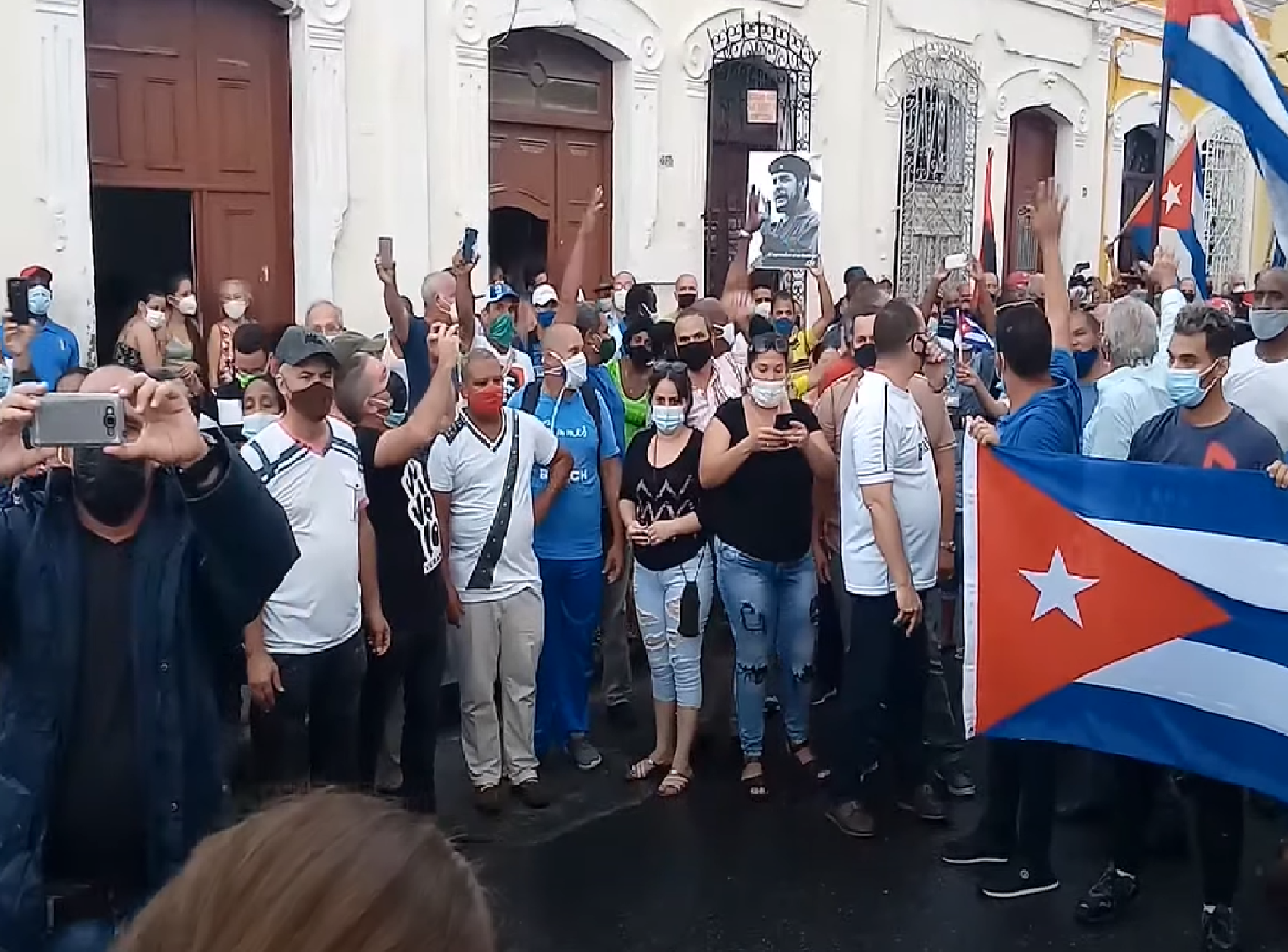
Manifestantes pró-governo se reunindo em Cienfuegos.

Os primeiros protestos aconteceram na região de San Antonio de los Baños, no domingo de 11 de julho, a 36 kilómetros de Havana, e em Palma Soriano. Os manifestantes cantavam a canção "Patria y Vida", uma música que ficou popular entre os opositores do Castrismo. O Movimento San Isidro convocou um protesto na avenida Malecón habanero em Havana. Vídeos das manifestações mostraram milhares de pessoas gritando slogans como "Liberdade", "Abaixo com o Comunismo" e "Nós não temos medo". A rede de notícias Martí Noticias, da oposição, publicou vídeos com manifestações acontecendo, além da capital Havana, em várias regiões, como Santiago, Santa Clara, Ciego de Ávila, Camagüey, Bayamo, Guantánamo, San José de las Lajas, Holguín e Cárdenas. De acordo com Orlando Gutiérrez, um exilado dissidente da "Assembleia da Resistência Cubana", houve protestos em mais de quinze cidades e municípios em Cuba.
Forças policiais e militares agiram rápido para reprimir as manifestações. Em algumas regiões houve conflitos, feridos e presos, e diversos casos de saques a lojas estatais e vandalismo foram relatados. Vários veículos policiais foram virados ao contrário, e, às vezes, foram atiradas pedras. O governo cubano afirmou que os protestos são reflexo dos embargos econômicos dos Estados Unidos ainda na era Trump, em meio a pandemia, o que complicou a situação econômica do país. Também culpou "youtubers e influenciadores" de estarem infiltrados incitando a violência. O Ministro das Relações Exteriores de Cuba, Bruno Rodríguez Parrilla, disse que os protestos "foram vandalismo, não uma revolta social". O Presidente Miguel Díaz-Canel afirmou haver três tipos de manifestantes: "contrarrevolucionários, criminosos e aqueles com frustrações legítimas". A liderança política cubana acusou os manifestantes de serem financiados por agências do Governo dos Estados Unidos.
O Presidente de Cuba, Miguel Díaz-Canel, esteve presente nas ruas junto com outros representantes. No final da tarde, dirigiu-se à população, e, no seu discurso televisivo, recapitulou a crise económica, a pandemia, e as 243 sanções adicionais da administração Trump que não foram alteradas por Biden. Também falou em profundidade da escassez de medicamentos, peças sobressalentes e combustível para o fornecimento de energia. Sobre os apelos à ingerência humanitária, disse que "todos sabemos de onde vêm", e, interpelando os governo dos Estados Unidos, "[s]e quer realmente defender o povo cubano, deve remover o bloqueio — e depois veremos como faremos as coisas nós próprios". Em referência a um discurso de Raúl Castro, disse que "[v]amos marchar para provar que a rua pertence aos revolucionários", que o Estado está disposto a dialogar, mas também a participar nos eventos, e que "[n]ão abdicaremos da soberania ou independência da nossa nação. Para tal, terão de passar por cima dos nossos cadáveres". Após o discurso, o portal Cubadebate lançou como manchete: "[a] ordem de combate está dada, às ruas os revolucionários!". No mesmo dia, um grande número de apoiantes reuniu-se nas ruas do país. Houve alguns confrontos violentos entre os grupos e os manifestantes. A internet foi desativada maioritariamente desativada, e as redes sociais, assim como aplicações de mensagem, só eram acessíveis através de outros meios que não os convencionais. Durante a noite, vários contingentes das Forças Especiais da Polícia Nacional Revolucionária e do Ministério do Interior foram destacados para a capital Havana e outros locais.
12 de julho
Segunda-feira, dia de 12 de julho, a situação tinha acalmado em grande parte, à exceção de alguns protestos e prisões. Houve uma presença crescente de Forças Especiais em Havana, e foi estabelecido um cordão de segurança à volta do Capitólio. Houve comícios de apoio à Revolução em numerosos sítios da ilha.
Díaz-Canel dirigiu-se à nação, junto com o Conselho de Ministros, numa emissão de cinco horas em todos os canais. Nesta transmissão, os problemas — o estado das centrais elétricas, os casos de COVID, e a escassez de alimentos — tiveram as suas causas explicadas pelos ministros, e as estratégias que tinham para os resolver. No final da transmissão, apelando à unidade e dando ênfase à vontade do governo para dialogar, Díaz-Canel disse que "[é] evidente para nós que podemos discutir cada sinal, cada sugestão do povo". O governo acusou os Estados Unidos de estarem por detrás dos distúrbios, usando as mesmas táticas das chamadas Revoluções Coloridas. Neste dia, foi gerado por bots, através do Twitter, uma forte vaga de imagens de multidões noutros países, retratadas fraudulentamente como manifestantes contra o governo cubano. Houve também casos de meios de comunicação social retratarem demonstrações a favor do governo como antigoverno, como o The Guardian, do Reino Unido, que, mais tarde, retificou o erro. As primeiras reações internacionais demonstraram a divisão dos vários países do Mundo em termos das relações com Cuba.
No dia 12 de julho, as manifestações voltaram a acontecer em vários locais de Cuba. Nesse dia, a organização NetBlocks reportou que diversas redes sociais foram bloqueadas pelo governo cubano, para impedir que os manifestantes se organizassem online, embora o uso de VPNs tenha permanecido efetivo para driblar essa medida. Imagens divulgadas na internet mostraram jovens cubanos destruindo um retrato de Fidel Castro. Ainda em 12 de julho, uma reunião com a cúpula da liderança do Partido Comunista de Cuba, que contou com a presença de Raúl Castro, foi realizada para organizar uma estratégia para lidar com os protestos. Eles concluíram que "foram analisadas as provocações orquestradas por elementos contrarrevolucionários, organizadas e financiadas desde os Estados Unidos com fins desestabilizadores". Enquanto isso, manifestações pró-governo também foram reportadas, especialmente em Havana.
13 de julho
Em 13 de julho, após dois dias de protestos, segundo a organização supranacional Human Rights Watch, pelo menos 150 pessoas foram detidas pelas autoridades, com ao menos uma fatalidade confirmada. O governo cubano reconheceu a morte de uma manifestante, mas culpou a violência dos protestos pelo ocorrido. O Ministro das Relações Exteriores de Cuba, Bruno Rodríguez Parrilla, disse que os protestos "foram vandalismo, não uma revolta social".
14 de julho
O vice-ministro do Interior de Cuba, Jesús Manuel Burón Tabit, questionou tomadas de decisão por parte do ministério e do Conselho de Segurança, e condenou o que chamou de uso excessivo de força policial para controlar as manifestações. O jornal espanhol ABC reportou que, após as criticas, Tabit haveria resignado de sua posição no ministério, algo que foi negado pelo diretor de mídia internacional do Ministério de Relações Exteriores de Cuba, Alberto Gonzalez Casals.
No dia 14, a youtuber Dina Stars foi detida em sua casa em La Habana enquanto concedia uma entrevista ao canal Cuatro de España. O momento de sua prisão foi exibida ao vivo pela TV espanhola. Antes de encerrar a entrevista e seguir com os agentes de segurança, Dina Stars declarou: "Ao vivo, considero o Governo responsável por tudo que possa acontecer comigo." O Presidente Miguel Díaz-Canel afirmou haver três tipos de manifestantes: "contrarrevolucionários, criminosos e aqueles com frustrações legítimas". Para fazer face à escassez, a Câmara de Comércio Cubana levantou restrições alfandegárias que limitavam as importações de produtos de higiene, medicamentos e alimentos, estando os viajantes autorizados a trazer estes produtos para Cuba entre 19 de julho e 31 de dezembro de 2021 sem estarem sujeitos a tarifas alfandegárias. Num discurso nacional na quarta-feira à noite, Díaz-Canel apelou aos cubanos para não "agirem com ódio", e admitiu algumas falhas do Estado, explicando que "temos de ganhar experiência com os distúrbios. Temos também de realizar uma análise crítica dos nossos problemas para agir e ultrapassar, e evitar a sua repetição".
17 de julho
Foi realizado um comício maciço por pró-governamentais em Havana ao longo da orla marítima da cidade. Raúl Castro, assim como Díaz-Canel, falaram durante o evento. O governo afirmou que a afluência ao comício era cerca de 100.000 pessoas.
21 de julho
De acordo com o Miami Herald, vários jovens manifestantes, incluindo menores de idade, foram presos pelas autoridades cubanas e submetidos a julgamentos sumários sob a acusação de "desordem pública". A advogada cubana Laritza Diversent explicou ao Miami Herald que os julgamentos sumários em Cuba têm sido "um procedimento expresso para crimes menores" desde 1959. Ela acrescentou dizendo que "quase não há documentação de todo o processo, dificultando qualquer recurso. É muito arbitrário". O Miami Herald também citou um artista visual cubano pesquisando os protestos, afirmando: "O fato deles estarem acusando pessoas de desordem pública mostra que eles eram apenas manifestantes pacíficos e não cometeram nenhum crime".

## Reações

### Protestos em outros países

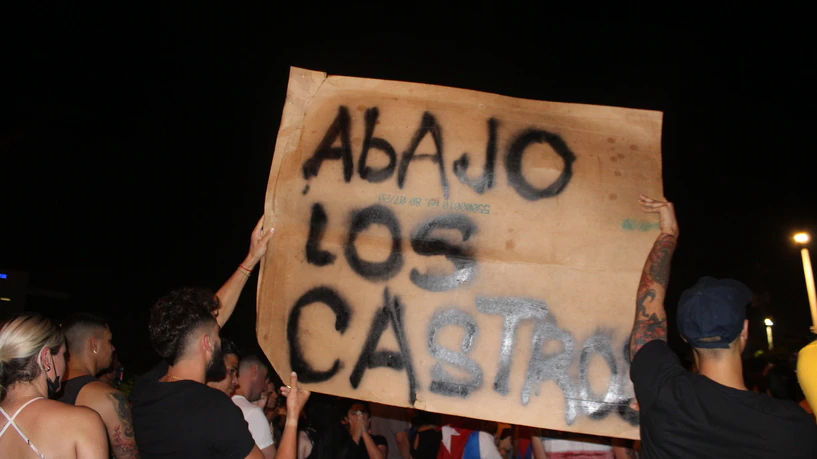
Exilados cubanos em Miami expressando apoio aos protestos em Cuba, no dia 11 de Julho.

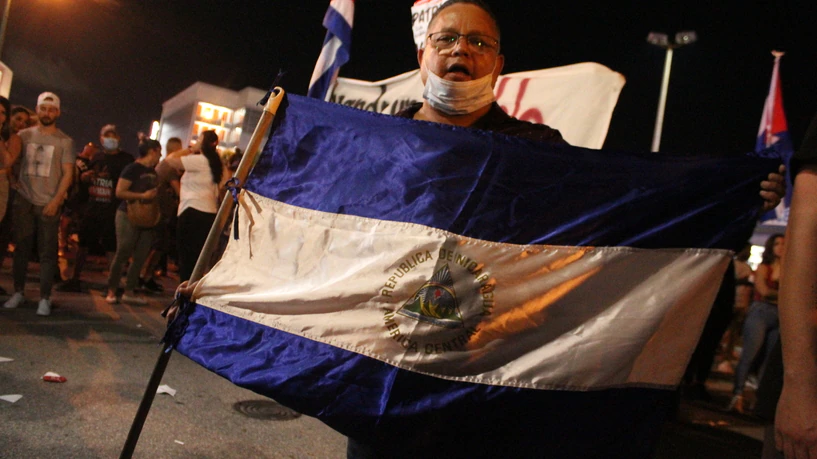
Exilado nicaraguense em Miami pede a renúncia de Daniel Ortega e demonstra apoio os protestos em Cuba.

Cubanos residentes no Chile marcharam até o consulado cubano em Santiago em apoio aos protestos.   Manifestações também foram realizadas na Puerta del Sol de Madri, Espanha. Em Buenos Aires, Argentina, um grande protesto em frente à embaixada cubana, com manifestantes segurando cartazes com as frases "Pátria e vida" e outros com o slogan "SOS Cuba". Protestos também foram registrados em Assunção, Paraguai.
Grandes protestos ocorreram em Miami pedindo aos Estados Unidos que prestassem assistência aos protestos em Cuba. O prefeito de Miami, Francis X. Suárez, um cubano-americano, disse que era hora de uma intervenção internacional liderada pelos Estados Unidos em Cuba, declarando que “Pedimos ao governo federal que faça todo o possível e não perca este momento” e que este momento pode significar liberdade para tantos no hemisfério, desde os nicaragüenses até os que sofrem com o regime de Nicolás Maduro na Venezuela”.
Em São Paulo, Brasil, partidos políticos e movimentos sociais realizaram um protesto em favor do governo cubano e “em defesa da soberania” em frente ao Consulado Geral de Cuba. A mesma situação se manifestou em Bogotá, Colômbia. Em Caracas, Venezuela, houve protestos a favor do regime cubano.
No México, o centro dos protestos foi o El Zócalo da Cidade do México. Da mesma forma, ocorreram manifestações em frente à Embaixada de Cuba, localizada no bairro de Polanco, a prefeitura de Miguel Hidalgo na capital. Na segunda-feira, 12 de julho, cubanos residentes no México manifestaram-se em frente à embaixada; primeiro, simpatizantes do regime socialista e de Díaz-Canel (membros do Movimento Mexicano de Solidariedade com Cuba e da Associação José Martí de Moradores Cubanos no México), e depois opositores do governo cubano. Na terça-feira, 13, mexicano membros do Partido de Ação Nacional, ativistas da Comissão Mexicana de Direitos Humanos e da Juventude da Organização Democrata Cristã da América convocaram uma reunião a favor da queda do governo cubano e do socialismo, além de se manifestarem em oposição às declarações do Presidente do México, que consideram um apoio ao regime cubano. Posteriormente, ocorreu uma altercação entre esses manifestantes e funcionários da embaixada que tentaram interromper e sabotar o evento.
No Peru, a embaixada cubana, localizada no distrito de San Isidro, Lima  foi vandalizada com grafite vermelho na fachada branca do prédio em 13 de julho por um grupo de desconhecidos que fugiram em um carro após o ato de vandalismo em apoio a protestos.

### Governos
- Argentina — O Ministério de Relações Exteriores emitiu uma nota afirmando que a Argentina está "acompanhando de perto os acontecimentos" mas não comentou sobre os protestos em curso.[78]
- Bolívia — O Presidente Luis Arce expressou o seu apoio ao povo cubano que "luta contra as ações desestabilizadoras".[79] O antigo Presidente Evo Morales acusou os Estados Unidos de lançar uma nova Operação Condor.[80]
- Brasil — O presidente Jair Bolsonaro afirmou que "era um dia triste para Cuba, porque as pessoas pediram liberdade e receberam tiros, ataques e prisão no lugar". Ele afirmou que "há pessoas no Brasil que apoiam Cuba e Venezuela apesar de seu autoritarismo".[81]
- Canadá — O Canadá disse que "apoia o direito à liberdade de expressão e de reunião e apela a todas as partes para que defendam este direito fundamental". O Global Affairs Canada disse que todas as partes deveriam "exercer contenção" e "empenhar-se num diálogo pacífico e inclusivo".[82]
- China — Zhao Lijian, porta-voz do ministério de relações exteriores chinês, pediu o fim do embargo dos Estados Unidos a Cuba, que afirmou ser responsável pela escassez de medicamentos e energia no país.[83]
- Espanha — Através do seu Ministério de Relações Exteriores, o governo espanhol emitiu uma declaração reconhecendo o direito dos cubanos de "manifestar-se livre e pacificamente" e que serão estudadas "formas de ajuda que possam aliviar a situação".[84]
- México — Andrés Manuel López Obrador disse que: "[q]uero expressar a minha solidariedade para com o povo cubano. Acredito que uma solução deve ser encontrada através do diálogo sem o uso da força, sem confrontos, sem violência. E têm de ser os cubanos a decidir, porque Cuba é um país livre, independente e soberano. Não deve haver intervencionismo, e a situação sanitária do povo cubano não deve ser utilizada com fins políticos". López Obrador ofereceu a ajuda do México com alimentos e vacinas, e disse que a melhor maneira de ajudar Cuba é acabar com o bloqueio dos Estados Unidos..[85]
- Nicarágua — O presidente Daniel Ortega enviou suas expressões de apoio a Miguel Díaz-Canel, condenando o "embargo permanente, desestabilização e agressão" contra Cuba.[86]
- Coreia do Norte — O Ministério dos Negócios Estrangeiros declarou através do seu porta-voz que "os protestos antigovernamentais que ocorreram em Cuba são o resultado da manipulação nos bastidores por parte das forças externas juntamente com o seu persistente esquema de bloqueio anti-Cuba para obliterar o socialismo e a revolução", e expressou o seu apoio ao governo cubano.[87]
- Peru — O Presidente Interino do Peru, Francisco Sagasti, apoiou os manifestantes a "expressarem-se livre e pacificamente" e invocou as autoridades cubanas para "considerarem as suas exigências num espírito democrático".[88]
- Rússia — Maria Zakharova, porta-voz do ministério de relações exteriores, declarou que "[o governo russo] considera inaceitável que haja interferência externa nos assuntos internos de um Estado soberano ou quaisquer ações destrutivas que incentivem a desestabilização da situação na ilha."[89]
- São Vicente e Granadinas — O Primeiro Ministro Ralph Gonsalves emitiu uma declaração de apoio ao governo cubano.[90]
- Estados Unidos — Julie J. Chung, Secretária Adjunta interina do Escritório de Assuntos do Hemisfério Ocidental do Departamento de Estado, afirmou: "Estamos profundamente preocupados com os 'apelos ao combate' em Cuba. Defendemos o direito do povo cubano à reunião pacífica. Pedimos calma e condenamos qualquer violência."[91] O Presidente Joe Biden disse que apoia o povo cubano e seu "toque de clarim por liberdade e alívio".[92][93]
- Uruguai — O Presidente Luis Lacalle Pou expressou o seu apoio aos manifestantes da oposição, dizendo que eles tinham "uma coragem louvável".[94]
- Venezuela — O Partido Socialista Unido da Venezuela (PSUV) expressou seu apoio ao governo e presidente cubano Miguel Díaz-Canel.[95] O presidente Nicolás Maduro também expressou apoio ao governo de Cuba.[96]
- Vietname — O Ministério dos Negócios Estrangeiros instou os Estados Unidos a "tomar medidas concretas no sentido de normalizar as relações com Cuba em benefício dos dois povos, contribuindo para a paz, estabilidade e desenvolvimento na região e no mundo".[97]

### Outros

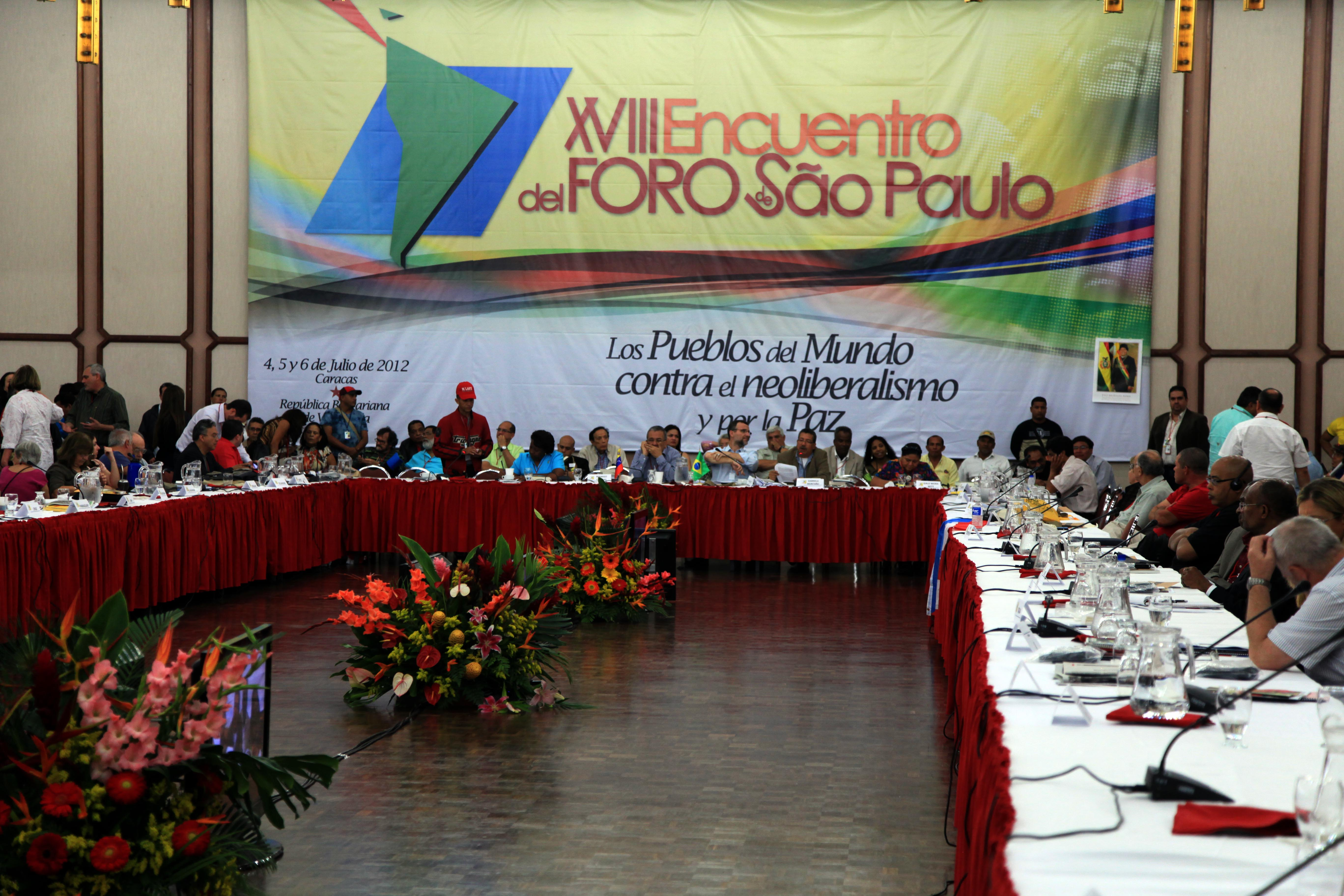
O Foro de São Paulo expressou publicamente seu apoio ao regime de Cuba.

- Josep Borrell, o Chefe de Relações Exteriores da União Europeia, disse que "o povo cubano tem o direito de expressar sua opinião” e que ele “faria um apelo pessoal ao governo local para que permita manifestações pacíficas e ouça a voz de descontentamento dos manifestantes".[99]
- O Secretário-Geral Luis Almagro, da Organização dos Estados Americanos, se referiu ao governo cubano como um "regime ditatorial" e o condenou por, segundo ele, "exortar os civis a reprimir e confrontar aqueles que exercem seus direitos de protesto".[100]
- Érika Guevara-Rosas, diretora da Amnesty International para as Américas, declarou que cortes de internet foram relatados em lugares onde as pessoas tinham ido protestar e apelou ao governo de Díaz-Canel respeitar o direito de reunião pacífica.[39][101]
- A comunidade de cubanos exilados se manifestaram em vários países em apoio aos protestos. Cubanos vivendo no Chile marcharam até o consulado do governo cubano em Santiago.[102] Nos Estados Unidos, manifestantes se reuniram na cidade de Miami (onde uma enorme comunidade de cubano-americanos vivem) para exigir que o governo dos Estados Unidos mandasse ajuda para os organizadores dos protestos em Cuba.[103]